# Катрин Върдж
Кати Върдж (на английски: Cathy Verge) е плодовита канадска писателка, авторка на произведения в жанровете еротична литература, съвременен и паранормален любовен роман. Пише под псевдонима Катрин Фокс (Cathryn Fox) и с писателката Паула Фокс под съвместния псевдоним Тейлор Кийтинг (Taylor Keating).

## Биография и творчество
Кати Върдж е родена в Канада. Завършва висше образование с бакалавърска степен по бизнес администрация, специалност счетоводство и икономика. След дипломирането си работи по специалността си като държавен счетоводител. Бързо в кариерата си разбира, че корпоративният живот не е за нея, и започва да пише съвременни и паранормални любовни романи.
Първият ѝ му роман „Pleasure Control“ от поредицата „Игри с удоволствие“ е публикуван през 2006 г.
Кати Върдж живее със семейството си в Нова Скотия.

## Произведения

### Като Катрин Фокс
частична библиография

#### Самостоятелни романи
- Primal Instincts (2008) – с Лиза Рене Джоунс
- One on One (2009)
- Hotter Than Hell (2009)
- Hell's Angel (2009)
- Dance of the Dragon (2009)
- Web of Desire (2009)
- Knocking on Demon's Door (2010)
- Raise a Little Hell (2010)
- Holiday Spirit (2012)
- Hands On with the CEO (2014)
- Panther's Pleasure (2016)
- Breath of Fire (2016)

#### Серия „Игри с удоволствие“ (Pleasure Games)
1. Pleasure Control (2006)
2. Pleasure Prolonged (2006)
3. Pleasure Exchange (2008)

#### Серия „Плежър ин“ (Pleasure Inn)
1. All Tied Up (2009)
2. All Worked Up (2009)
3. All Lit Up (2010)

#### Серия „Рискувай, за да спечелиш“ (Playing For Keeps)
1. Slow Ride (2015)
Дългото пътуване, фен-превод
2. Wild Ride (2015)
3. Sweet Ride (2015)

#### Серия „Без правила“ (Breaking the Rules)
1. Hold Me Down Hard (2013)
2. Pin Me Up Proper (2015)
3. Tie Me Down Tight (2016)

#### Серия „Досие“ (Dossier)
1. Private Reserve (2017)
2. House Rules (2017)
3. Under Pressure (2017)
4. Big Catch (2017)
5. Brazilian Fantasy (2018)
6. Improper Proposal (2018)

#### Участие в общи серии с други писатели

##### Серия „Съблазнителни приказки“ (Alluring Tales) – с Виви Ана,Силвия Дей, Делила Девлин, Мила Джаксън, Лиза Рене Джоунс и Саша Уайт
- Awaken the Fantasy (2007)
- Hot Holiday Nights (2008)

#### Разкази
- Lover's Locket (2007)
- Web of Desire (2008)
- Peaches and Cream (2008)
- Blood Ties (2009)

### Като Тейлор Кийтинг

#### Серия „Бодигард“ (Guardian)
1. Game Over (2010)
2. Mind Games (2011)
3. Fair Game (2012)